# Michael Joseph McKenna
Michael Joseph McKenna (* 8. Dezember 1951 in Bairnsdale) ist ein australischer Geistlicher und römisch-katholischer Bischof von Bathurst.

## Leben
Der Bischof von Ballarat, Ronald Austin Mulkearns, weihte ihn am 18. August 1972 zum Priester.
Papst Benedikt XVI. ernannte ihn am 15. April 2009 zum Bischof von Bathurst. Der Erzbischof von Sydney, George Kardinal Pell, spendete ihm am 26. Juni desselben Jahres die Bischofsweihe; Mitkonsekratoren waren Patrick Dougherty, Altbischof von Bathurst, und Jeremiah Joseph Coffey, emeritierter Bischof von Sale.
Am 8. Juli 2020 berief ihn Papst Franziskus zum Mitglied des Päpstlichen Rates für den Interreligiösen Dialog.